# 恩德莫爾
Endemol BV（小寫字母）是一家總部位於荷蘭的媒體公司，製作和分發多平台娛樂內容。該公司每年製作超過 15,000 小時的有腳本和無腳本類型的節目，包括戲劇、真人秀、喜劇、遊戲節目、娛樂、紀實和兒童節目。
Endemol 是一個在 30 多個國家/地區運營的全球網絡，與全球 300 多家廣播公司、數位平台和被授權者合作。該業務涵蓋開發、生產、行銷、分銷、特許經營管理和多平台計劃，包括數位視訊、遊戲和應用程式。
Endemol 於 2015 年併入Endemol Shine Group（華特迪士尼公司與阿波羅全球管理公司的合資企業），總部位於荷蘭。合併後，Endemol 成為 Endemol Shine Group 的名義單位，並在接下來的幾年裡， Endemol 的標誌性眼睛標誌在其授權的大多數節目的片尾字幕中被Endemol Shine Group 的純文字標誌取代。Endemol 在全球創作並經營真人秀、才藝節目和遊戲節目系列，包括《老大哥》、《一擲千金》、《恐懼因素》、《Wipeout》、《The Money Drop》和《你的臉聽起來很熟悉》。該公司還有一系列戲劇和喜劇系列，包括《墮落》、《浴血黑幫》、《地獄之輪》、 《貝尼多姆》 、 《開膛街》、《黑鏡》、《不良教育》、《我的瘋狂胖子日記》、《克利夫蘭熱》 、《Kirstie》、《槓桿》、《Home》等和《離開，死亡降臨彭伯利和猩紅之地》。

## 外部連結
- 官方网站